# Beameromyia insularia
Beameromyia insularia är en tvåvingeart som beskrevs av Martin 1957. Beameromyia insularia ingår i släktet Beameromyia och familjen rovflugor. Inga underarter finns listade i Catalogue of Life.